# Grozești, Iași
Grozesti là một xã thuộc hạt Iași, România. Dân số thời điểm năm 2002 là 1864 người.